# Малоантонівська сільська рада
| Малоантонівська сільська рада — орган місцевого самоврядування у Білоцерківському районі Київської області з адміністративним центром у с. Мала Антонівка. Історична дата утворення: в 1991 році. Сільській раді підпорядковані населені пункти: - с. Мала Антонівка |

## Склад ради
Рада складається з 12 депутатів та голови.

### Керівний склад ради
| ПІБ                       | Основні відомості                                            | Дата обрання | Дата звільнення |
| ------------------------- | ------------------------------------------------------------ | ------------ | --------------- |
| Замула Володимир Петрович | Сільський голова, 1969 року народження, освіта, безпартійний | 26.03.2006   | 31.10.2010      |

Примітка: таблиця складена за даними джерела